# NGC 26
NGC 26은 페가수스자리 방향에 위치한 나선 은하이다.